# Hiraeth. Na spotkanie śmierci
Hiraeth. Na spotkanie śmierci (jap. ヒラエスは旅路の果て Hiraesu wa tabiji no hate) – manga autorstwa Yuhki Kamatani, publikowana na łamach magazynu „Gekkan Morning Two” wydawnictwa Kōdansha od października 2020 do maja 2022.
W Polsce mangę wydało Studio JG.

## Fabuła
Mika, uczennica gimnazjum, opłakuje stratę swojej najlepszej przyjaciółki i jest zdeterminowana, by spotkać się z nią po śmierci. Na jej drodze staje jednak nieznany z imienia bóg podróżujący do Yomi (krainy umarłych) i jego towarzysz Hibino, nieśmiertelny mężczyzna, który podąża za bogiem w nadziei, że nauczy się, jak ostatecznie zakończyć własne życie. Razem podróżują motocyklem do prefektury Shimane, gdzie podobno znajduje się wejście do zaświatów.

## Publikacja serii
Seria ukazywała się w magazynie „Gekkan Morning Two” od 22 października 2020 do 20 maja 2022. Wydawnictwo Kōdansha zebrało jej rozdziały w 3 tankōbonach, wydawanych od 23 kwietnia 2021 do 23 sierpnia 2022.
W Polsce wydanie mangi zapowiedziało Studio JG, premiera zaś odbyła się 3 listopada 2023.
| Nr | Język japoński    | Język japoński         | Język polski     | Język polski           |
| Nr | Data wydania      | ISBN                   | Data wydania     | ISBN                   |
| -- | ----------------- | ---------------------- | ---------------- | ---------------------- |
| 1  | 23 kwietnia 2021  | ISBN 978-4-06-522827-2 | 3 listopada 2023 | ISBN 978-83-8257-288-9 |
| 2  | 22 listopada 2021 | ISBN 978-4-06-516903-2 | 26 stycznia 2024 | ISBN 978-83-8257-342-8 |
| 3  | 23 sierpnia 2022  | ISBN 978-4-06-528965-5 | 22 marca 2024    | ISBN 978-83-8257-390-9 |

## Odbiór
W 2021 roku manga była jedną z prac rekomendowanych przez jury podczas 25. edycji Japan Media Arts Festival.